# Contea di Carlow
La contea di Carlow (in gaelico irlandese: Contae Cheatharlach) è una delle contee della Repubblica d'Irlanda, nella zona sud-orientale della provincia storica del Leinster. Ha una popolazione di poco più di 54.000 abitanti (censimento 2011), 23.000 dei quali vivono nell'omonima county town di Carlow. Il fiume più importante è lo Slaney, seguito dal Barrow che scorre in una fertile valle calcarea.

## Toponomastica e araldica civica
La contea è spesso soprannominata come The Dolmen County ("la contea del Dolmen"), in riferimento al celebre Dolmen Brownshill situato vicino al capoluogo. Gli abitanti vengono chiamati Barrowsiders a causa del fiume che vi scorre e più scherzosamente da altri irlandesi in ambito vernacolare e sportivo Scallion Eaters ("mangiatori d'aglio") e "Fighting Cockerels" ("galli da combattimento"): il primo nomignolo deriva dal fatto che nel XIX secolo Carlow fosse uno dei principali produttori di cipolle ed aglio della provincia, mentre il secondo dall'abitudine sempre di inizio '800 di far combattere i galli nella contea
Lo stemma della contea è simile a quello delle vicine Kilkenny e Tipperary ed è fortemente legato alla famiglia Butler, come testimonia lo sfondo d'armellino, a rappresentare una famiglia ducale, che costituisce gran parte dello scudo. Al centro dello stemma è presente una striscia orizzontale contenente un leone rampante rosso (adottato dai Butler di Garrybunden) e due leoni passanti dorati su sfondo rosso, simbolo normanno della corona d'Inghilterra.
I colori sportivi e sociali della contea sono tre invece che due come nella stragrande maggioranza delle contee irlandesi, tolto l'Offaly: verde, rosso e giallo.
|                                  |
| La bandiera sportiva e culturale |

## Topografia
Con un territorio di 896 km², la contea di Carlow è una delle più piccole della propria nazione, superata soltanto dal Louth. Situata nella zona più soleggiata d'Irlanda, la contea offre paesaggi rilassati ed eleganti, dove si alternano centri di modeste dimensioni, ville georgiane e antichi monasteri. Elementi caratterizzanti sono le vallate create dai due fiumi che percorrono il territorio prevalentemente collinare, nel quale spiccano le Killsehin Hills e i monti Blackstairs, situate nella parte meridionale. Uno dei monti più noti dell'area, il Monte Leinster, è condiviso con la vicina contea di Wexford e situato proprio nella catena dei Blackstairs.

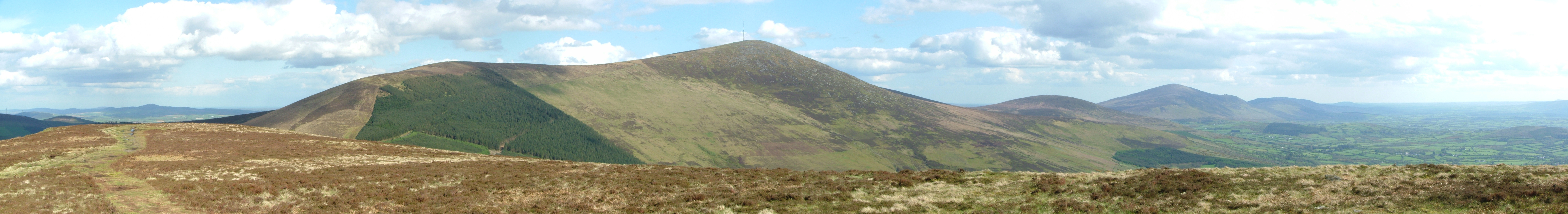
Panoramica dei monti Blackstairs con in primo piano il Monte Leinster

## Storia
Carlow, od originariamente "Ceatharlach", era parte inizialmente del Contea-Palatina di Leinster, divenendo una contea autonoma probabilmente intorno al 1306. Al tempo tuttavia era più vasta di oggi dato che si estendeva sicuramente anche all'area costiera intorno ad Arklow. Il controllo di quest'area divenne oggetto di disputa tra i signori locali irlandesi per molto tempo. Fu infine assegnata al governo della contea di Wicklos nel 1606-07

## Cittadine e villaggi
- Ballon, Borris
- Carlow, Clonegal, Clonmore
- Hacketstown
- Leighlinbridge
- Muine Bheag (Bagenalstown), Myshall
- Nurney
- Rathvilly
- Tullow